# Plenodomus tracheiphilus
Espèce
Plenodomus tracheiphilus est une espèce de champignons ascomycètes de l'ordre des Pleosporales.
Ce champignon phytopathogène est responsable de la maladie du mal secco des agrumes, qui est la plus grave maladie fongique affectant le citronnier.

## Synonymes
Selon Catalogue of Life (3 septembre 2014), les synonymes sont :
- Bakerophoma tracheiphila (Petri) Cif. 1946,
- Deuterophoma tracheiphila Petri 1929 (basionyme),
- Phoma tracheiphila (Petri) L.A. Kantsch. & Gikaschvili 1948.